# 제5열

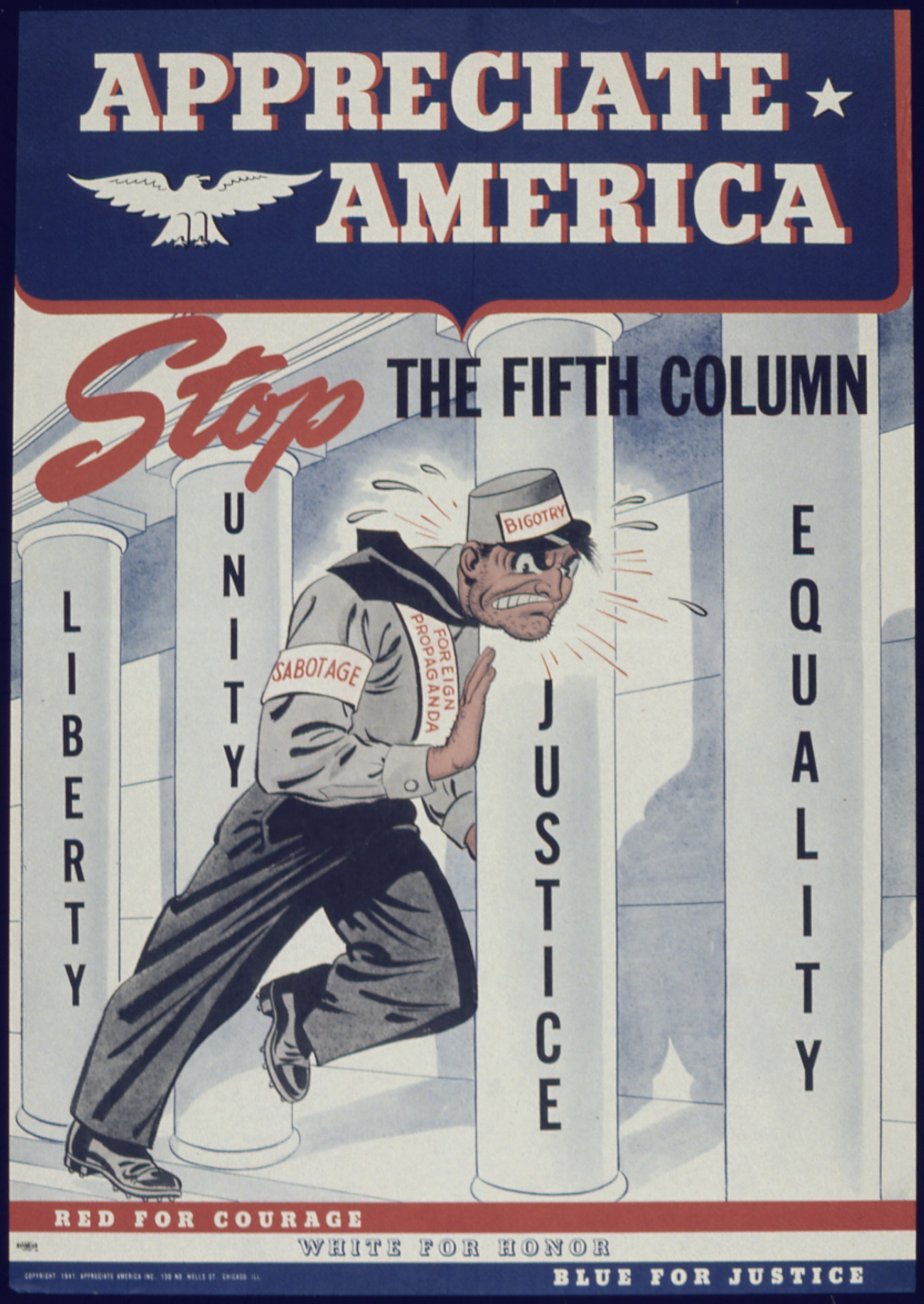
제2차 세계 대전 당시 미국 포스터

제5열(第五列, fifth column)이란 국가나 도시 등 보다 큰 공동체의 내부에서부터 형성되어 그 기저에 암약하는 존재이다. 제5열은 사보타주, 역정보, 간첩 등의 활동을 한다.

## 같이 보기
- 외계의 침공
- 흑색선전
- 위장술책 작전
- 표면단체
- 비정규군